# Adam Sinclair
Adam Sinclair (East Kilbride, 18 aprile 1977) è un attore scozzese.

## Vita privata
Ha incontrato la moglie, Michelle Kath, alle Hawaii mentre lavorava sul set del film Fight for Freedom.. Sua moglie è la figlia di Terry Kath, membro fondatore dei Chicago e la figliastra dell’attore Kiefer Sutherland. Vivono con i loro due figli, Hamish e Robert Quinn, vicino Venice Beach, in California.

## Filmografia parziale

### Cinema
- Fight for Freedom, regia di David L. Cunningham (2001)
- Nina's Heavenly Delights, regia di Pratibha Parmar (2006)

### Televisione
- Mile High - serie TV, 38 episodi (2003-2005)
- 24: Live Another Day – miniserie TV, 6 puntate (2014)
- Rizzoli & Isles – serie TV, 23 episodi (2015-2016)
- Gotham - serie TV, episodio 4x18 (2018)
- Lethal Weapon - serie TV, episodio 2x21 (2018)
- Animal Kingdom - serie TV, episodi 5x05, 6x03 (2021-2022)
- Bel-Air - serie TV, episodio 3x02 (2024)

## Doppiatori italiani
Nelle versioni in italiano delle opere in cui ha recitato, Adam Sinclair è stato doppiato da:
- Francesco De Francesco in Rizzoli & Isles